# Euoticus pallidus
Il galagone dalle unghie ad ago settentrionale (Euoticus pallidus) è una specie di primate strepsirrino della famiglia dei galagidi.

## Distribuzione
Con due sottospecie (E. pallidus pallidus ed E. pallidus talboti) vive nelle aree di foresta secca tropicale e subtropicale di Nigeria meridionale, Camerun occidentale e Guinea Equatoriale (Bioko).

## Descrizione

### Dimensioni
Misura fino a mezzo metro di lunghezza, di cui metà spetta alla coda, per un peso di circa 300 g.

### Aspetto
Il pelo è grigio-bruno sul dorso e biancastro ventralmente, con una banda scura che percorre la schiena: a differenza di Euoticus elegantulus, la coda di questa specie manca della punta bianca. Gli occhi possono essere giallo-arancio o giallo-dorati.

Come suggerito dal nome comune, le unghe di questa specie sono lunghe ed affusolate, ad eccezione dell'indice delle mani posteriori che possiede un'unghia adatta al grooming.

## Biologia
Questo animale ha abitudini notturne e solitarie: il territorio dei maschi si sovrappone nelle aree periferiche a quelli di più femmine, che hanno tuttavia ruoli di dominanza rispetto ai maschi e tendono a muoversi in gruppi anche di notte.

### Alimentazione
Si nutre principalmente di gomma, anche se non disdegna di tanto in tanto di nutrirsi di insetti o frutti maturi.

### Riproduzione
Probabilmente il ciclo vitale di questa specie è simile a quello delle congeneri: rispetto a E. elegantulus, il pene possiede delle escrescenze appuntite che hanno probabilmente una funzione di ancoraggio e di guida degli spermatozoi nella cervice uterina. I maschi possiedono inoltre il baculum.